# Ron Bushy
 (janvier 2017).
Si vous disposez d'ouvrages ou d'articles de référence ou si vous connaissez des sites web de qualité traitant du thème abordé ici, merci de compléter l'article en donnant les références utiles à sa vérifiabilité et en les liant à la section « Notes et références ».
Ronald Edgar Bushy, dit Ron Bushy, est un musicien américain né le 23 décembre 1941 à Washington (District de Columbia) et mort le 29 août 2021 à Santa Monica (Californie). 
Il est le batteur du groupe de rock Iron Butterfly, et le seul membre du groupe à apparaître sur tous ses albums studio. Son solo de batterie sur le morceau In-A-Gadda-Da-Vida est resté célèbre.

## Discographie avec Iron Butterfly
- 1968 : Heavy
- 1968 : In-A-Gadda-Da-Vida
- 1969 : Ball
- 1969 : Live
- 1970 : Metamorphosis
- 1974 : Scorching Beauty
- 1975 : Sun and Steel